# Hayko Cepkin

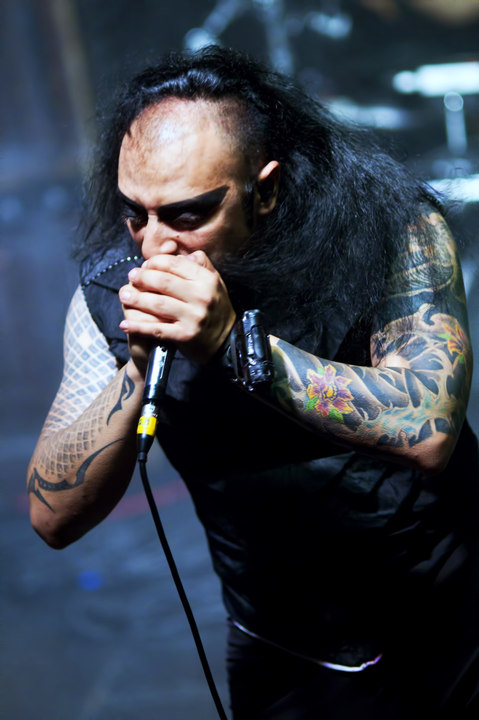
Hayko Cepkin bei einem Auftritt

Hayko Cepkin (armenisch Հայկո Ջեպկին; * 11. März 1978 in Istanbul) ist ein türkischer Musiker armenischer Abstammung. Der Anadolu-Rock-, Industrial- und Alternative-Metal-Musiker ist seit 1997 Sänger und Keyboarder der nach ihm benannten Band des Labels EMI Group, zusammen mit Sedat Oğuzsoy, Murat Cem Ergül und früher mit Onur Şengül, Poyraz Kılıç sowie Umut Töre.

## Anfänge
Nachdem er das armenische Gymnasium Getronagan absolviert hatte, studierte Cepkin zwei Jahre Musikwissenschaften an der Mimar-Sinan-Universität und besuchte Kurse in Solfège und Harmonie am Modernen Muzikzentrum Timur Selçuk. Nach einem weiteren Jahr an der Istanbul-Akademie begann er mit türkischen Künstlern wie Ogün Sanlısoy, Aylin Aslım, Demir Demirkan und Koray Candemir aufzutreten und zusammenzuarbeiten. Unter anderem arbeitete er am Album von Murathan Mungan “Söz vermiş Şarkılar” mit.

## Karriere
2005 gründete Cepkin seine eigene Band, deren Mitglieder Umut Töre (Gitarrist), Onur Şengül (Bass) und Murat Cem Ergül (Schlagzeug) sowie Hayko als Leadsänger waren. Onur Şengül verließ die Gruppe kurz vor der Veröffentlichung des zweiten Albums und wurde durch Sedat Oğuzsoy ersetzt. Viele von Cepkin komponierte Lieder erschienen auf seinem ersten Album Sakin Olmam Lazım, das 2005 veröffentlicht wurde. Auf dem Album verwendete er verschiedene Musikstile von Bezügen auf die klassische türkische Musik bis hin zu Rockmusik. Einige seiner Singles, die aus diesem Album veröffentlicht wurden, sind „Yarası Saklı“, „Görmüyorsun“, „Fırtınam“, „Son Kez“ sowie „Zaman Geçti“.
Im Juni 2007 veröffentlichte Cepkin sein zweites Album mit dem Titel Tanışma Bitti. Die erste Single „Yalnız Kalsın“ war in der Türkei sehr erfolgreich. Er trat im jährlichen türkischen Rockmusikfestival „Rock'n Coke“ auf und sang in Konzerten im ganzen Land, die meist ausverkauft waren.
Im März 2010 veröffentlichte er sein drittes Album namens Sandık. Die Single „Yol Gözümü Dağlıyor“ wurde als Musikvideo wenige Tage vor dem Album veröffentlicht. Er produzierte darauf zwei weitere Musikvideos – „Doymadınız“ und „Balık Olsaydım“. Wenige Monate später wurde Cepkin nach Köln eingeladen, um im Nachtclub „Bootshaus“ aufzutreten.

## Diskografie

### Alben
- 2005: Sakin Olmam Lazım
- 2007: Tanışma Bitti
- 2010: Sandık
- 2012: Aşkın Izdırabını…
- 2016: Beni Büyüten Şarkılar, Vol.1 (Konzeptalbum)
- 2025: Sizi Büyüten Şarkılar

### Kollaborationen
- 2020: Karantina Günlüğü (mit Burak Malçok)

### EPs
- 2019: Kabul Olur / Dans Et
- 2020: #hayvaaağ1n / #hayvaaağ2n

### Singles
| - 2005: Yarası Saklı - 2005: Görmüyorsun - 2005: Fırtınam - 2006: Son Kez - 2006: Zaman Geçti - 2007: Yalnız Kalsın - 2007: Bertaraf Et - 2007: Melekler - 2007: Korkma'07 (mit Ogün Sanlısoy) - 2008: Kelebek (mit Cem Adrian) - 2008: Körebe (mit Rapor 2) - 2008: Kaos - 2008: Ölüyorum - 2008: Sıkı Tutun - 2008: Gökdelenler - 2008: Ağlarsa Anam Ağlar - 2009: Aklım Giderken (mit Gökçe) - 2009: Aşkın İçimde Yara (mit Serkan Çağrı) - 2010: Yol Gözümü Dağlıyor - 2010: Doymadınız - 2010: Balık Olsaydım - 2011: Açtırdınız Kutuyu - 2011: Koma (mit Zakkum) - 2011: Çekilin Başımdan (mit Kırmızı) - 2011: Yeni Bir Gün (mit Kurtalan Ekspres) - 2011: Özgürce Yaşa (mit Şebnem Ferah & Badem) - 2011: Aşk Kitabı (mit Nilüfer) - 2011: Deli | - 2012: Paranoya - 2012: Geç Kaldım - 2013: Takıntı - 2013: Platonik - 2013: Ey Hayat - 2014: Memleket Hasreti - 2014: Maden Ocağı (mit Kurtalan Ekspres) - 2016: Aldırma Gönül - 2016: Ben İnsan Değil Miyim - 2016: Yuh Yuh - 2016: Kör Hükümdar (mit Metin Türkcan) - 2017: Ağla Sevdam - 2017: Sarhoşum Dünyada - 2017: Beşiktaşım Geliyor - 2017: Benimle Uçmak İster Misin? - 2018: Nikah Masası - 2018: Bırak Seveyim Rahat Edeyim - 2018: Çoban Yıldızı (mit Hayki) - 2018: Azad (mit Cenk Durmazel) - 2018: Gamzendeki Çukur (mit Kubilay Aka) - 2018: Issızlığın Ortasında - Live (mit Moğollar) - 2019: Zahid Bizi Tan Eyleme (mit Pitch Black Process) - 2020: Tutacağım Ellerini (mit Cem Adrian & Halil Sezai) - 2020: Cahil Nadanla (mit Mazlum Çimen) - 2021: Ah Bir Ateş Ver (mit Haluk Levent) - 2022: Destina - 2025: Bütün Kabahat Gecede (mit Salih Korkut Peker) |

Quelle:

## Filmografie

### Filme
- 2005: Balans ve Manevra
- 2008: Çocuk[3]
- 2018: Düğüm Salonu
- 2023: Aşkın Saati: 19.03

### Serien
- 2009: 1 Erkek 1 Kadın
- 2010: Gecekondu
- 2012: Acayip Hikayeler
- 2014: Kardeş Payı

## Auszeichnungen
- 2006: Kral Türkiye Müzik Award in der Kategorie Bester Rockmusiker